# ويليام إس. كليفلاند
ويليام إس. كليفلاند (بالإنجليزية: William S. Cleveland)‏ هو عالم أمريكي، ولد في 1943.